# Годред III (король Мэна)
Гофрайд III мак Рагналл, Годред Рагнальдссон, Гофрайд Донн (ум. в 1231) — король Островов (1231), сын короля Островов Рагнальда Годредарсона (Рагналла мак Гофрайда) (ум. 1229).

## История

Королевство Мэна и островов

Гофрайд Донн был потомком Гофрайда II Меранеха (ум. 1095), короля Мэна (1079—1095) и короля Дублина (ок. 1091—1094). Происхождение самого Гофрайда Меранеха является неопределенным. Возможно, он был сыном или племянником короля Ивара (Имара) III, правившего в Дублине с 1038 по 1046 год, который, в свою очередь, был племянником Ситрика Шёлкобородого и внуком Олава (Анлава) Кварана из рода Уи Имар (дом Ивара). Олаф Годредарсон (ум. 1153), младший сын Гофрайда Меранеха, управлял королевством в течение более сорока лет (1112/1113 — 1153). В 1153 году король Олаф был предательски убит своими племянниками, сыновьями его брата Харальда. Преемником Олафа стал его сын Гофрайд (Годред) II Олафссон (ум. 1187). В 1156 году между Гофрайдом и его зятем Сомерлендом (ум. 1164) произошло морское сражение, в результате которого первый потерпел поражение и был вынужден уступить второму Внутренние Гебридские острова. Король Гофрайд удержал под своей властью остров Мэн и Внешние Гебриды. В 1158 году Сомерленд с войском вторгся на остров Мэн и изгнал своего шурина Годреда II. В 1164 году после гибели Сомерленда в Шотландии Годред вернул себе королевский престол на острове Мэн и Внешние Гебриды.

## Враждующие братья Рагнальд и Олаф Чёрный

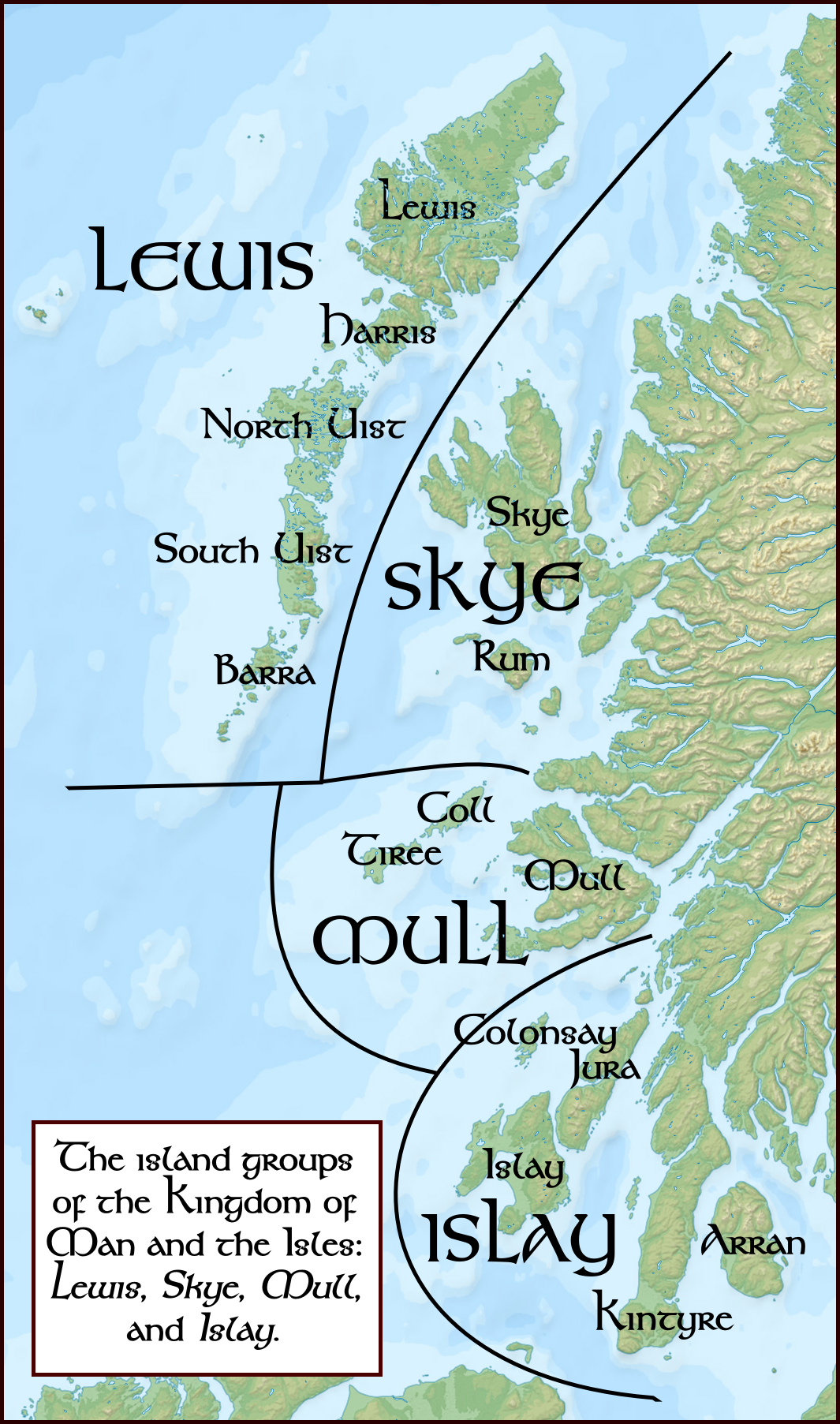
Четыре острова Королевства Мэн и Островов

Согласно Хроникам Мэна, король Годред Олафссон (Гофрайд мак Амлайб) скончался в 1187 году, оставив троих сыновей: Рагналла, Амлайба Дуба (Олафа Чёрного) и Иварра. Старший сын Рагналл был незаконнорождённым, поэтому Годред избрал своим наследником Олафа Чёрного. Тем не менее, после смерти короля Гофрайда бароны острова избрали свои королём Рагналла, потому что его брат Олаф был ещё ребёнком. Рагналл передал во владение своему сводному младшему брату Олафу остров Льюис. Вскоре Олаф Чёрный вернулся на остров Мэн и попросил у своего старшего брата Рагналла увеличить свой удел. По приказу Рагналла Олаф был схвачен и отправлен в качества заложника ко двору шотландского короля Вильгельма I, где он провёл почти семь лет. Только после смерти Вильгельма Олаф Чёрный был освобожден и вернулся на остров Мэн, откуда вскоре отправился в паломничество. После своего возвращения Олаф и Рагналл примирились, Олаф женился на сестре жены своего брата Рагналла и вернулся на остров Льюис.

## Враждующие дядя и племянник:Амлайб Дуби Гофрайд Донн
Хроники Мэна сообщают, что в 1217 году на островах скончался местный епископ Николас. Его преемник Реджинальд не одобрял брака Амлайба Дуба на том основании, что он ранее имел наложницу, которая была кузиной его нынешней супруги. Их брак был аннулирован. Впоследствии Амлайб Дуб женился на дочери Ферхара, графа Росса. Но развод Амлайба вызвал гнев сестры его бывшей жены, супруги его брата Рагналла. Она стремилась посеять рознь между сводными братьями. Сын королевы, Гофрайд Донн, находившийся тогда на острове Скай, получил тайное письмо от своей матери, в котором она приказала пленить и убить Амлайба Дуба. Гофрайд Донн собрал силы на острове Скай и высадился на Льюисе, опустошив большую часть острова. Амлайб Дуб чудом избежал смерти и с несколькими соратниками бежал к своему тестю в графство Росс. Согласно Хроникам Мэна, в 1223 году Амлайб Дуб собрал силы и вернулся из Шотландии на острова, где напал на остров Скай. Гофрайд Донн был захвачен, ослеплен и кастрирован.

## Восстание Амлайба Даба против Рагналла
В хрониках Мэна записано, что в 1224 году Амлайб Дуб с флотом из 32 кораблей высадился на острове Мэн. Было решено, что королевство будет разделено между обоими братьями. Рагналл сохранил титул короля и остров Мэн, а Амлайб Дуб получал во владение острова. В 1220-х годах шотландский король Александр II пытался расшириться свою власть на западном побережье Шотландии. Он склонил могущественного феодала Алана, лорда Галлоуэя, вмешаться в междоусобную борьбу между братьями Рагналлом и Амлайбом Дубом. Хроники Мэна утверждают, что Рагналл и Алан попытались завладеть островами Амлайба Дуба, но их кампания потерпела неудачу. Рагналл выдал свою дочь замуж за Томаса, внебрачного сына лорда Галлоуэя Алана. В 1226 году жители острова Мэна провозгласили своим королём Олафа Чёрного (Амлайба Дуба), а его брат Рагоналл был изгнан.
Согласно Хроникам Мэна, в 1228 году, в то время как Амлайб Дуб и его военачальники были далеко от Мэна, остров был захвачен и опустошен Аланом, его братом Томасом, графом Атолла, и Рагналлом. После возвращения Алана в Галлоуэй Амлайб Дуб смог вернуть себе контроль над островом. Зимой того же года Рагналл вторично высадился на острове, сжег корабли Амлайба и укрепился в Роналдсвэе, подчинив своей власти юг острова. 14 февраля в битве при Тинуолде Рагналл был разбит своим братом и предательски убит своими воинами.

## Норвежское вторжение
«Хроника Ланеркоста» передает, в 1230 году норвежский король Хакон Хаконарсон отправил к берегам Шотландии флот под командованием Успака, который был назначен королём Гебридских островов. Возможно, что Успак был одним из сыновей Дугала, короля Гебридских островов и Аргайла. В этом норвежском походе участвовали Амлайб Дуб и Гофрайд Донн. Норвежский историк Мунк считал, что Гофрайд Донн, скорее всего, был одним из первых, кто рассказал королю Норвегии о междоусобице на Островах, и что он, возможно, бежал в Норвегию после смерти своего отца. Сага о Хаконе Хаконарсоне рассказывает, что норвежский король решил умиротворить регион, используя Успака. Зимой король созвал совет, где утвердил Успака королём Островов и даровал ему новое имя — Хакон. Весной норвежский король Хакон прибыл в Берген и стал готовиться экспедицию на Гебридские острова. В это время к нему прибыл Амлайб Дуб и сообщил о междоусобице на островах. Амлайб Даб участвовал в норвежской экспедиции. Норвежцы разбили в морском бою у острова Скай Торкелла Тормодссона. На Гебридах к Успаку его братья, сыновья Дугала, и их сторонники, доведя численность флота до 80 кораблей. Норвежцы отправились на юг, и, обогнув Кинтайр, высадились на острове Бьют, где осадили замок Ротсей, который был взят и разрушен. Затем норвежский флот отплыл на Кинтайр, где Успак заболел и умер. Хроники Мэна сообщают, что Успак был убит и похоронен на острове Айона. Далее Хроники Мэна передают, что Амлайб во главе норвежского флота прибыл на остров Мэн. Амлайб Дуб и Гофрайд Донн разделили между собой королевство, Амлайб получил остров Мэн, а его племянник Гофрайд Донн — другие острова королевства. Хроники Мэна передают, что Гофрайд Донн был убит на острове Льюис, и что после этого его дядя Амлайб Дуб управлял королевством вплоть до своей смерти. Хроника Ланеркоста отмечает, что Амлайб Дуб подчинил своей власти всё королевство Островов, за исключением тех островов, которые управлялись потомками Сомерленда.
Норвежский историк Петер Мунк заявлял, что, когда норвежский флот отплыл из Кинтайра на север Гебридских остров и победил Торкелла Тормондсона, это помогло Гофрайду Донну усилить свои позиции на островах. Также Мунк считал, что, когда Хакон назначил Успака королём островов, он, вероятно, назначил Гофрайда Донна правителем северных островов королевства. Поэтому, вероятно, Гофрайд и Амлайб разделили между собой королевство Островов. Мунк также отмечает, что после отплытия норвежского флота с Гебрид на Оркнейские острова начались военные действия между дядей и племянником. Гофрайд Донн был убит. Мэнский историк Артур Уильям Мур заявлял, что Гофрайд Донн был, вероятно, убит сторонниками своего дяди Амлайба Дуба во время восстания на острове Льюис.
Единственный сын Гофрайда (Годреда) — Харальд Годредарсон в 1249—1250 годах был королём Островов.